# Cantón de Néronde
El cantón de Néronde era una división administrativa francesa, que estaba situada en el departamento de Loira y la región de Ródano-Alpes.

## Composición
El cantón estaba formado por diez comunas:
- Balbigny
- Bussières
- Néronde
- Pinay
- Sainte-Agathe-en-Donzy
- Sainte-Colombe-sur-Gand
- Saint-Cyr-de-Valorges
- Saint-Jodard
- Saint-Marcel-de-Félines
- Violay

## Supresión del cantón de Néronde
En aplicación del Decreto n.º 2014-260 de 26 de febrero de 2014, el cantón de Néronde fue suprimido el 22 de marzo de 2015 y sus 10 comunas pasaron a formar parte del nuevo cantón de Le Coteau.